# Ind
Ind (In, łac. indium) – pierwiastek chemiczny, metal z bloku p układu okresowego.
Został odkryty w 1863 r. przez Ferdinanda Reicha i Hieronymousa Theodora Richtera z Akademii Górniczej we Freibergu. Nazwa pochodzi od koloru indygo, na jaki barwi płomień (linia spektralna 451,13 nm). W temperaturze pokojowej jest odporny na działanie powietrza. Dopiero w podwyższonej temperaturze tworzy tlenek. Nie reaguje z kwasami nieutleniającymi. Z kwasem siarkowym i azotowym reaguje na gorąco. Rozpuszcza się w roztworach zasad. W wyższych temperaturach reaguje z chlorowcami, siarką i azotem.

## Występowanie i otrzymywanie
Zawartość indu w skorupie ziemskiej średnio wynosi około 50 ppb (µg/kg), a w wodzie 0,1-0,01 ppt (ng/kg). W przyrodzie występuje w minerałach: rokezycie CuInS2, indycie FeIn2S4 i gallindycie In(OH)3. Często towarzyszy rudom cynku, żelaza, miedzi i cyny.
Metaliczny ind otrzymuje się przez redukcję tlenku indu wodorem lub metodą elektrolizy roztworu jego soli.

## Zastosowania

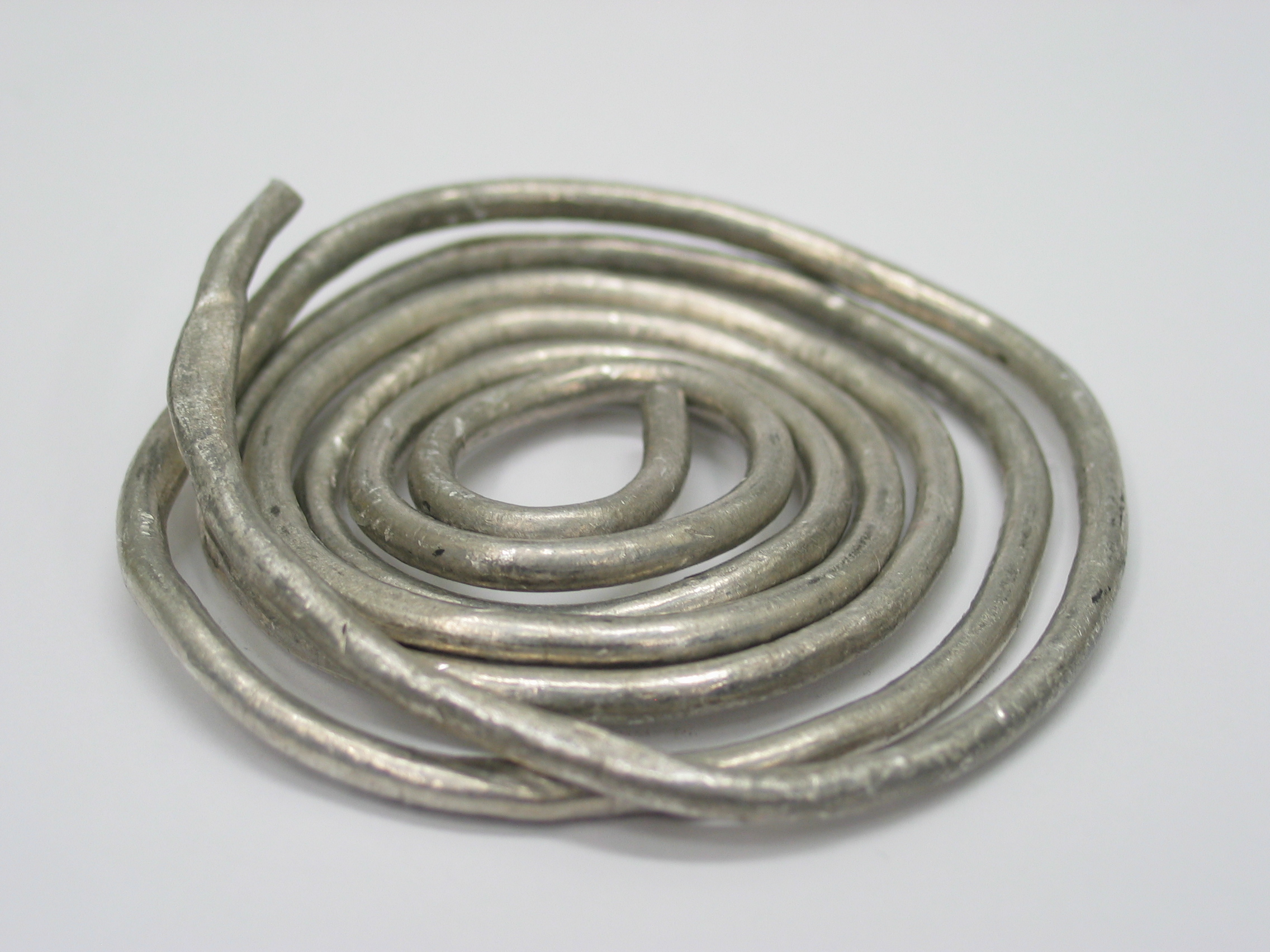
Drut wykonany z indu

Ind wykorzystywany jest intensywnie przez przemysł półprzewodnikowy, m.in. do wytwarzania tranzystorów p-n-p z germanem oraz do niskotemperaturowego lutowania półprzewodników. Z pierwiastkami grupy 15 tworzy półprzewodniki III-V. Spośród nich arsenek indu (InAs) i antymonek indu (InSb) są stosowane do produkcji tranzystorów niskotemperaturowych i termistorów, a fosforek indu (InP) do tranzystorów wysokotemperaturowych.
Ind stosuje się też jako dodatek stopowy (np. do stali) podwyższających ich twardość i odporność na korozję. Wykorzystuje się go (w postaci drutu) przy produkcji termometrów oporowych i przyrządów optycznych. Wchodzi w skład metalicznych powłok antykorozyjnych. Niektóre stopy indu mają właściwości nadprzewodzące. W postaci tlenku indowo-cynowego jest wykorzystywany w wyświetlaczach ciekłokrystalicznych (LCD). Wytwarza się z niego stopy niskotopliwe (stop zawierający 24% indu i 76% galu). Tlenek indu stosuje się również przy wytwarzaniu powierzchni o własnościach elektroluminescencyjnych.
W pierwszej dekadzie XXI w. produkcja indu zaczęła gwałtownie wzrastać z powodu zastosowań tego pierwiastka w przemyśle elektronicznym, szczególnie w produkcji wyświetlaczy LCD oraz paneli słonecznych. W 2007 roku 75% rocznej produkcji indu zużyto do produkcji LCD dla odbiorników telewizyjnych i wyświetlaczy w telefonach komórkowych. Zaledwie 8% odbiorników telewizyjnych na świecie są odbiornikami LCD, co stwarza potencjalnie duży wzrost zapotrzebowania na ten metal. W 2011 globalna produkcja indu wyniosła 1800 ton, z czego Japonia zużyła 60%.
Ze względu na duży przekrój czynny na wychwyt neutronów ind używany jest także do produkcji prętów kontrolnych do reaktorów jądrowych. Inne zastosowanie to detekcja neutronów metodą aktywacyjną.